# Masacre de Palma Sola
La Masacre de Palma Sola  o Matanza de Palma Sola (28 de diciembre de 1962) fue una masacre que se llevó a cabo en Palma Sola, un paraje de San Juan de la Maguana en la República Dominicana, por fuerzas represivas del estado dominicano.

## Causas de la matanza
El móvil fundamental lo constituyó la intención de aniquilar un movimiento de carácter mesiánico y popular que, a comienzo de los años 60, seguía las prédicas de Olivorio Mateo.

## Legado olivorista
Olivorio Mateo Ledesma, conocido como "Papá Liborio", fue un líder religioso y popular de principios del siglo XX en la región sur del país que se opuso a la invasión y ocupación estadounidense de Santo Domingo, por lo que fue perseguido y asesinado. Por otra parte, Olivorio creó a su alrededor una aureola llena de misticismo y misterio, asegurando que tenía la facultad de invisibilizarse y otras creencias similares.
Como parte de su culto en la región, quedó la idea de la creación de un movimiento capaz de luchar por "la salvación del mundo y construir un mundo diferente" basado en criterios de igualdad y de solidaridad. Sus seguidores crearon prácticas religiosas mesiánicas y milenaristas hoy conocidas como olivorismo, las cuales pervivieron por cerca de 40 años luego de la muerte de Olivorio .  Algunas manifestaciones de este culto todavía existen en la región sur de la República Dominicana.

## Los Mellizos
Este legado mesiánico fue recogido en 1962 por los hermanos mellizos Romilio y León Ventura Rodríguez, quienes crearon en el paraje llamado Palma Sola, un movimiento que seguía las prédicas que Olivorio Mateo Ledesma había divulgado 40 años antes. 
En 1962, el gobierno dominicano decidió acabar con ese movimiento de masas, lo que motivó el envío de un contingente militar. Durante los acontecimientos, resultó muerto el general de brigada Rodríguez Reyes, que comandaba las tropas militares, y resultó herido el entonces mayor Francisco Alberto Caamaño Deñó, quien curiosamente luego sería el líder de la Guerra de abril de 1965 en la República Dominicana conocida como la Revolución del 24 de abril de 1965,  suceso acaecido luego del derrocamiento del gobierno constitucional de Juan Bosch y en contra de la segunda intervención norteamericana a República Dominicana.